# شورآباد (مقاطعة فسا)
شورآباد (بالفارسية: شورآباد) هي قرية تقع في Now Bandegan District في إيران. يقدر عدد سكانها بـ 186 نسمة بحسب إحصاء 2016.